# بداية وأمل (فلم)
بداية و أمل هو فيلم مغربي من إنتاج سنة 1957 للمخرج جون فليشي وبطولة حسن الصقلي، الطيب الصديقي، العربي الدغمي، حمادي عمور والبشير لعلج.
يعتبر الفيلم واحدا من الأفلام التي شهدت بداية السينما المغربية مباشرة بعد استقلال البلد، و شهد هذا الفيلم البداية الأولى للعديد من الممثلين الذين شكلوا فيما بعد قاطرة السينما المغربية. وتدور أحداث الفيلم حول الأوضاع الإقتصادية في المغرب والتي كانت متردية إلى أن حصل على الاستقلال. يسرد الفيلم قصص بعض الناس البسطاء العاملين على بناء المغرب الجديد ما بعد الاستقلال.